# احتجاجات بنغلاديش 2010
احتجاجات بنغلاديش 2010 هي موجة من المظاهرات والإضرابات لعمال الملابس في جميع أنحاء بنغلاديش التي بدأت في 19 يونيو 2010، عندما خرج مئات العمال إلى الشوارع في إضراب لمدة 8 أيام احتجاجًا على الأجور المنخفضة في أشوليا واستمر لمدة 11 يومًا، حيث حطموا النوافذ وأحرقوا الإطارات و الشاحنات. واندلعت احتجاجات عنيفة ومظاهرات في الشوارع مرة أخرى في 30 يوليو، عندما قام الآلاف بأعمال شغب ضد تدني الأجور. شارك 15.000 شخص في أعمال الشغب والمظاهرات وتعرضوا بشكل أساسي للضرب والاعتقال، بمن فيهم 10 أطفال. قلب المتظاهرون سيارات وأحرقوا إطارات وحطموا نوافذ متاجر وأغلقوا حركة المرور في منطقتي ماهاخالي وجولشان في عاصمة بنجلاديش. أصيب عدة أشخاص واعتقل العشرات. في 16 أغسطس سار المتظاهرون مرة أخرى وعقدوا مسيرات احتجاجية على رواتب منخفضة للعمال، واعتقل 21 وفي دكا، واشتبك المتظاهرون مع قوات الأمن.